# 李輝 (教育學者)
李輝（1968年9月28日—），北京人，中国幼兒教育學者，香港大學教育學院名譽副教授，主攻領域是學前教育與漢語識字。廣州香港學前教育學院幼兒園工商管理碩士課程（KMBA）專家講師。2010年起在傳媒評論中國大陸教育和香港的教育政策，2015年因影響因子一事獲得學界以外的社會關注。
李輝會粵語，他在2015年出席香港商業電台節目《在晴朗的一天出發》，以粵語受訪指「廣東話初時幾難學，我看了3年TVB就會」。1997年4月30日赴香港攻讀博士，2004年成為香港永久性居民。

## 學術生涯

### 資歷
1986年考入北京師範大學教育系，1990年幼兒教育方向教育學士（B.Ed.）、1993年學前教育學碩士（指導教授梁志燊）、1997年心理學教育博士（Ed.D.）。2000年香港大學教育學哲學博士（Ph.D.）。
2005年回香港大學任教。現任香港大學教育學院「學習、發展與多元學部」副教授、幼兒教育課程統籌主任、博士生導師。美國兒童心理學會會員。

### 學術見解
港大博士論文比較北京、香港和新加坡幼兒園教師資歷，題為《Contributors to Chinese literacy development: a longitudinal study of preschoolers in Beijing, Hong Kong and Singapore》。2001年他在學術期刊發表的訪問稿裡，總結自己的論文內容「北京所有幼師都受過三年職前教育，香港的幼師大多只受過一年在職培訓，新加坡的只有部分受過3個月以上的在職培訓。另外，內地幼兒園課程禁止寫字和測驗，恰恰是香港幼稚園最被人詬病的地方。當然，香港幼教與國際幼教接軌迅速，對新方法反應靈敏，往往得風氣之先。總之，三地值得互相借鑑的地方很多。
李輝在2001年受訪，形容中國大陸的幼師師範學位課綱過時「幼師的理論課程空洞無物，少關注實際問題；幼師的專業課程則過分強調音樂、舞蹈、美術技能，少有關注教育觀念……原因是幼師課程設計停留在蘇聯的理論模式……以我個人為例，四年的大學時光給我的印象，就是老師們大都是典型的『一支粉筆一杯茶，一篇講稿念半天』模式，根本就不管這種教學（如果這也算教學的話）是否符合當代大學生的學習心理。我無法改變這種落後的大學課堂教學模式，就只好調整自己的學習方式，功夫用在課外，參加社會實踐活動（包括組織教育學社、開辦幼兒園）。近十年來在我的教學、研究以及實踐中真正用得著的東西，大都來自課外自學和社會實踐。
2012年在北京演講有關香港學券制，指「1997年香港的幼教落後北京，2012年北京的幼教卻落後香港，原因在於政府的支持」。

### 以專家身份出席媒體的訪談
自2010年代，以專家身份積極接受中國大陸媒體訪問，比較中國大陸和香港的教育問題，例如2011年《南方都市報》訪問他香港學券利弊、2014年《人民日報》訪問他有關香港的幼兒園「名校」現像以及申請幼兒園的家長通宵排隊拿表格的現象。2012年北京師範大學老教授協會主辦的「第三屆園長世紀論壇」裡，李輝演講有關香港的幼教改革和學券制。

### 語言見解
2018年4至5月，正值香港教育局在網上教學資源頁面上載的學者文章稱粵語不符「母語」定義而讓社會鬧得熱哄哄之際，李輝於港台節目《視點31》與語言學家歐陽偉豪辯論中認為，普通話不是「香港第二語言」，而是「1.5語言」，意思「不是第二，也不是第一，是介乎第一與第二之間」，他稱香港人「口語」無疑問是廣東話，但人類語言分兩種形式，一種是書面語，一種是口語，而「書面用的是現代標準漢語，對應的口語是普通話」。他強調作為來港20年的外來香港人、新移民，他支持廣東話也支持普通話，兩者不矛盾，普通話作為國家共同語言值得推廣作為「交流語言」；對於廣東話他形容是香港共同語言，需要保存、推廣及標準化，並「培養正確的廣東話」。
對於繁體字，他認為繁體字過於複雜、筆劃太多，幼稚園學生從4歲開始操練寫中文字「寫得好辛苦」，認為香港學生功課太多，直言不滿意現在情況，亦認為政府有需要檢討語文教育政策，包括「普教中」和「繁寫簡」等都要考慮。

## 學術以外的社會參與

### 有關「影響因子」
李輝以Google Scholar為據，認為自己的影響因子是香港大學前法律學院院長陳文敏的200倍，得出陳文敏論文引用率低的結論，並據此質疑被提名為香港大學人事資源副校長的陳文敏的學術資歷不足以勝任。然而香港報界援引歐洲科學編輯學會的2007年官方聲明「影響因子的唯一用途是比較期刊與期刊之間的影響力，並須審慎使用；影響因子不能用以評斷單一份論文，更絕對不能用以評斷研究者。」指出影響因子的量度單位是同一個學術領域的各份期刊，而非一位位研究者，亦不能跨學科比較。
香港大學前副校長、港大教育學院首席教授程介明評論「輕易用內地習慣的思維來評判香港狀況，會混淆事情，自創邏輯連環推理......（關於港大校委會否決任命由遴選委員會提名的副校長）不少人咬着『學術』問題不放，明明是政治因素，卻要把獲提名者講得一錢不值，不少人因此暴露了無知，敗壞自己聲譽。」來自內地、同屬港大教育學院的副教授李輝是程介明不點名批評的「不少人」。
香港中文大學副教授沈旭暉形容在高影響因子的社科期刊發表論文，目的只在防身，遇無聊批評者生事時可以用來擋，但從來不覺得這是個成就，自己提出來亦只會被嘲笑。李輝這番言論後一日（2015年10月5日）屠呦呦獲公布為首位奪諾貝爾獎的中國科學家，沈指出就算把期刊的影響因子用在人身上，屠呦呦身在基礎科學領域而影響因子卻接近0，法律學等社科領域的影響因子不高並非異事。
香港中文大學經濟系內部行政委員會前委員關焯照指出，系內的確以期刊的影響因子作參考，惟所謂「學者的影響因子」實屬謬論，評論李輝「無知則也罷，沒搞清事實而自作聰明」。李輝在香港商業電台節目《在晴朗的一天出發》回應質疑，堅持「影響因子」有比較價值。

### 有關任命大學副校長的公眾利益
2015年，《城市論壇》邀請為節目嘉賓評論香港大學校委會否決任命由遴選委員會提名的副校長一事，對於「涉及的公眾利益之巨是否足以無視委員之間的保密協議而公開委員否決任命的理據」與香港大學學生會會長馮敬恩激辯。。

## 引用文獻
1. ↑  《試析幼兒一日活動中的時間浪費現象》，《幼兒教育》期刊（出版地：杭州），1991年12期。
2. ↑  . hub.hku.hk.   [2019-08-15]. （原始内容存档于2020-08-14）.
3. ↑  Hui Li （页面存档备份，存于）, HKU Faculty Academics.
4. ↑  第八届KMBA（幼儿园工商管理）研究生招生简章 （页面存档备份，存于）, The Hong Kong Institute of Preschool Education.
5. 1 2  香港商業電台節目《在晴朗的一天出發》，2015年10月5日。
6. 1 2 3 4  李輝演講的《香港幼教改革經驗及其對內地的啟示：學券、課程、教法、評估及其他》Powerpoint簡報。學習型幼教組委會、北京師範大學老教授協會主辦的「第三屆園長世紀論壇」（2012年1月1日至3日），北京。
7. 1 2 3  《對話：中國幼教改革向何處去（下）》，《幼兒教育》期刊（出版地：杭州），2001年第9期，李輝、李培美。
8. ↑  改革開放 承前啟後 --試析梁志燊教授的學術思想與成就 （页面存档备份，存于），新浪博客，2013-07-03。
9. ↑  李輝副教授簡介 （页面存档备份，存于），新浪網第四屆兩岸四地親子文化論壇，2012年10月18日。
10. 1 2  Postgraduate thesis: Contributors to Chinese literacy development: a longitudinal study of preschoolers in Beijing, Hong Kong and Singapore （页面存档备份，存于）, The HKU Scholars Hub.
11. ↑  李輝﹕尊重院校自主 還我平靜書桌——一名普通港大教授的心聲 （页面存档备份，存于），《明報》觀點版特約專欄，2015年8月4日 。
12. ↑  《東亞五大城市幼兒園教師工資待遇比較分析》，《幼兒教育（教育科學）》期刊，2013年第4期（總第580期），李輝、陳伊慈、安相姬、何燕芳、秋田喜代美、周雅莉。第3頁頁底通訊作者自傳。
13. ↑  香港家長呼籲學前教育免費 （页面存档备份，存于）, 新浪網轉載南方都市報, 2011年12月05日.
14. ↑  香港上幼兒園也「拼爹」 為入名校通宵排隊 （页面存档备份，存于）, 人民網-人民日報, 2014年05月29日
15. 1 2  . 立場新聞. 2018-05-10  [2018-05-10]. （原始内容存档于2018-05-11）.
16. ↑  . 明報. 2018-05-10  [2018-05-10]. （原始内容存档于2018-06-13）.
17. ↑  . 明報. 2018-05-10  [2018-05-10]. （原始内容存档于2018-06-13）.
18. ↑  港大李輝：個人的「影響因子」是陳文敏200倍[]，香港電台新聞，2015-10-04
19. ↑  "that journal impact factors are used only—and cautiously—for measuring and comparing the influence of entire journals, but not for the assessment of single papers, and certainly not for the assessment of researchers or research programmes"..   [2012-07-23]. （原始内容存档于2012-08-14）.
20. 1 2  轟李輝「謬論」 指跨學科比較無知者才會做 （页面存档备份，存于），《立場新聞》引用香港中文大學前經濟系行政委員會成員兼前副教授關焯照，2015/10/7。
21. ↑  《誰也幫不下，誰也不會贏》，程介明，《信報》，2015年10月6日。
22. ↑  港大前副校長程介明　不點名斥李輝 （页面存档备份，存于），《立場新聞》，2015/10/6。
23. ↑  方志恒、沈旭暉齊轟錯用指標 （页面存档备份，存于），《立場新聞》，2015/10/4。
24. ↑  
「三無」學者屠呦呦奪諾貝爾　沈旭暉指其「影響煙子」接近0  （页面存档备份，存于）, 明報, 20151006.
25. ↑  李輝：馮敬恩年輕難斷定公義　應選擇保誠信 （页面存档备份，存于），《立場新聞》，2015/10/4。

## 外部連結
- Hui Li, HKU Faculty Academics.